# Викрадачі тіл
«Викрадачі тіл» — науково-фантастичний роман американського письменника Джека Фінні, спочатку надрукований серіями в журналі «Collier's» у листопаді-грудні 1954 року та опублікований книгою наступного року.
В 1960-их роках назву роману було розширено до «Вторгнення викрадачів тіл» відповідно назві екранізації 1956 року «Вторгнення викрадачів тіл».

## Сюжет
У романі описується містечко Мілл-Веллі в окрузі Марін у Каліфорнії. Лікар Майлз Беннелл дізнається від подруги юності Беккі, що дядя її подруги став дивно поводитися. Майлз не виявляє чогось дивного. Але в наступні дні до нього звертаються ще кілька людей з тією ж проблемою. Він обговорює цю ситуацію з психіатром Менні Кауфманом, який вважає, що розпочалася якась епідемія масової істерії. Майлз на деякий час заспокоюється, але потім його друг Джек у підвалі власного дому знаходить дуже схоже на нього тіло. Майлз і Джек виявляють, що місто зазнало вторгнення насіння, яке прилетіло на Землю з космосу. Насіння, вирощене з рослиноподібних коробок, замінює сплячих людей ідеальними фізичними двійниками з усіма тими ж знаннями, спогадами, шрамами тощо, але нездатними до людських емоцій чи почуттів. Колишні люди зникають назавжди.
Майлз з товаришами здіймає тривогу, і через сильний спротив людей іншопланетяни відмовляються від своїх планів і покидають Землю.

## Адаптації
Роман екранізували чотири рази: перший фільм «Вторгнення викрадачів тіл» вийшов у 1956 році, другий — у 1978 році, третій — у 1993 році та четвертий — у 2007 році. Він також став основою для фільму 1998 року «Факультет» та фільму 2019 року «Асиміляція».